# Ёдва
Ёдва — посёлок в Удорском районе Республики Коми. Административный центр и единственный населённый пункт сельского поселения Ёдва.

## География
Расположен на расстоянии примерно в 42 км по прямой на юг от районного центра села Кослан на железнодорожной линии Микунь-Кослан. А от города Сыктывкар 226 км.

## История
Основан в 1966 при строительстве железной дороги Микунь-Кослан. В 1970 в поселке жило 1199 человек, в 1989 — 2054 (59 % русские), в 1995 — 1425 человек.

## Население
Постоянное население составляло 2116 человек (русские 72 %) в 2002 году, 1183 в 2010.